# ナントの勅令

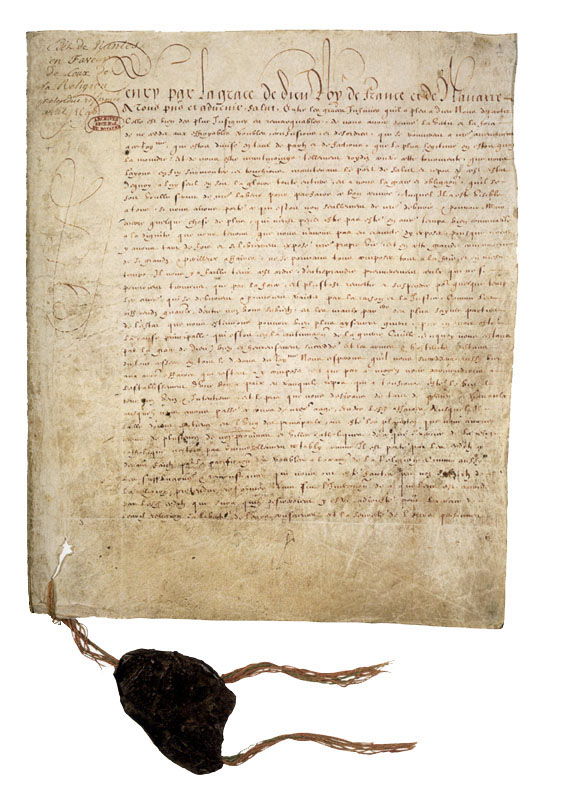
ナントの勅令、原本

ナントの勅令（ナントのちょくれい、仏: Édit de Nantes）は、1598年4月13日にフランス王アンリ4世がナントで発布した勅令。
ユグノーなどのプロテスタント信徒に対してカトリック信徒とほぼ同じ権利を与え、近世のヨーロッパでは初めて個人の信仰の自由を認めた。

## 概要
この勅令によってユグノー戦争は急速に収まりを見せ、フランスの国家統一の出発になった。戦費の縮小や商工業におけるユグノーの活躍もあって政治情勢のみならず国家財政も安定し、17世紀のフランスの大国時代を作り上げた。
しかしプロテスタント信徒はこのとき、自分たちの教会を持つことは許されたが、それとは別にカトリック教会にも十分の一税を納めなければならなかった。
1685年、「太陽王」ルイ14世はフォンテーヌブローの勅令によりこの勅令を廃止し、カトリック中心の権威主義的な国家へと逆戻りさせた。これによって、プロテスタント信徒の大半はネーデルラントなどの国外へ逃れ、商工業の担い手を失ったフランスの衰退を招くことになった。
プロテスタント信徒は産業の中核を占めていたため数世代にもわたる財政の悪化を招くことにもなり、それを補うための増税政策に反発した貴族・聖職者や市民・一般国民などの不満が爆発したフランス革命の遠因ともなった。